# Сонора (пустыня)
Соно́ра (англ. Sonoran Desert; исп. Desierto de Sonora; также известна как пустыня Хила) — песчано-каменистая пустыня в Северной Америке, расположенная в районе американо-мексиканской границы на территории американских штатов Аризона и Калифорния, и мексиканских штатов Нижняя Калифорния и Сонора, к северу от Калифорнийского залива.
Сонора является одной из самых крупных и самых жарких пустынь Северной Америки. По разным подсчётам, её площадь составляет от 260 000 км² до 355 342 км²; в её составе также различают пустыни Юма, Юха и Колорадо, Лечугилья, Туле, Альтар. Осадков здесь выпадает от 75 до 380 мм в год — в основном, зимой и весной.
В центре пустыни Сонора находится город Финикс — столица штата Аризона.

## Флора и фауна
В пустыне обитает 60 видов млекопитающих, 350 видов птиц, 20 видов земноводных, более ста видов пресмыкающихся, 30 видов рыб и более 2000 видов растений. Эндемиком Сонорской пустыни является гигантский кактус сагуаро. На территории пустыни, в Аризоне, расположен национальный парк Сагуаро.

### Флора
- Виды агавы: Agave bracteosa, Agave parryi, Agave vilmoriniana, Agave lechuguilla
- Argemone pleiacantha
- Виды толокнянки: Arctostaphylos pringlei, Arctostaphylos pungens
- Dalea emoryi, Dalea parryi, Dalea spinosa
- Delphinium scaposum
- Eremalche rotundifolia
- Виды фукьерии: Fouquieria columnaris, Fouquieria splendens
- Крамерия мелколистная (Krameria parvifolia)
- Ларрея трёхзубчатая (Larrea tridentata)
- Линантус свисающий (Linanthus demissus)
- Лядвенец жёсткий (Lotus rigidus)
- Опунция низовая (Opuntia basilaris), Опунция черепитчатая (Cylindropuntia imbricata)
- Цилиндропунция Бигелоу (Cylindropuntia bigelovii), Цилиндропунция сверкающая (Cylindropuntia fulgida)
- Фацелия расставленная (Phacelia distans)
- Сосна однолистная (Pinus monophylla)
- Виды прозописа: Prosopis glandulosa, Prosopis pubescens, Prosopis velutina
- Виды ивы: Salix bonplandiana, Salix exigua, Salix gooddingii
- Salvia columbariae
- Виды крестовника: Senecio douglasii, Senecio lemmoni, Senecio neomexicanus, Senecio quercetorum
- Сенна Кауса (Senna covesii)
- Жожоба (Simmondsia chinensis)
- Юкка широколистная (Yucca baccata), Юкка коротколистная (Yucca brevifolia), Юкка высокая (Yucca elata), Юкка щепная (Yucca schidigera)

## Полезные ископаемые
В пустыне обнаружено месторождение ахоита — редкого малоценного силикатного минерала.

## В культуре
- Название пустыни стало известным во всём мире благодаря книгам Карлоса Кастанеды «Учение дона Хуана: Путь знания индейцев яки» и других, действие в которых происходит в пустыне Сонора, а одним из главных действующих лиц является шаман индейцев яки, живущих в её регионе[5].

«Суббота, 14 апреля 1962
Дон Хуан взвесил на руке наши тыквенные фляги с провизией и сказал, что пора возвращаться домой, поскольку запасы на исходе. Как бы между прочим я заметил, что добраться до его дома мы сможем не раньше, чем через пару дней. Он сказал, что собирается не к себе домой, в Сонору, а в один приграничный городок, где у него есть дела.»— КАРЛОС КАСТАНЕДА.  ПУТЕШЕСТВИЕ В ИКСТЛАН.  Глава 16. Кольцо силы
- В научно-фантастическом фильме Стивена Спилберга «Близкие контакты третьей степени» (1977) в пустыне Сонора якобы произошло одно из необъяснимых явлений, предшествовавших контакту с НЛО: из ниоткуда на земле появилась эскадрилья самолётов без экипажей — машины 19-го тренировочного рейса, без вести пропавшие в декабре 1945 года.